# Club de Fútbol Santa Anastasia
El Club de Fútbol Santa Anastasia est un club de foot où Yani est le président depuis jsp mwa et lui touche régulièrement les zones intimes avec une envie sexuelle. Anastasia si tu passes par là Yani t’aime 

## Historia
Club fundado en 1968, dieciocho años después de la creación del pueblo de colonización de Santa Anastasia, debutaría en Tercera Federación, en su renovado formato tras la desaparición de la de Tercera División de España, para la temporada 2021-22.

## Estadio
Juega sus partidos como conjunto local en el campo de fútbol municipal de Fontanzas, en la misma localidad de Santa Anastasia. Su terreno de juego es de césped natural.

## Uniforme
- Uniforme titular: Camiseta amarilla, pantalón azul y medias amarillas.
- Uniforme alternativo: Camiseta, pantalón y medias rojas.

## Datos del club
- Temporadas en Tercera División / Tercera Federación: 1.
- Mejor puesto en la liga: 14.º (temporada 2021-22).
- Peor puesto en la liga: 14.º (temporada 2021-22).

## Palmarés

### Campeonatos regionales
- Regional Preferente de Aragón (1): 2020-21 (Grupo 2).
- Primera Regional de Aragón (3): 2002-03 (Grupo 3), 2007-08 (Grupo 3), 2017-18 (Grupo 3).
- Subcampeón de la Regional Preferente de Aragón (1): 1990-91 (Grupo 1).
- Subcampeón de la Primera Regional de Aragón (1): 1988-89 (Grupo 3).